# Szaki (manga)
A Szaki (咲-Saki-) japán mangasorozat, melyet Kobajasi Ricu ír és illusztrál. A cselekmény középpontjában egy Mijanaga Szaki nevű középiskolai elsőéves lány áll, akit egy másik elsőéves, Haramura Nodoka bevezet a versenymadzsong világába. A manga a Square Enix Young Gangan magazinjában jelenik meg 2006. február 3. óta, az angol nyelvű kiadási jogokat pedig a Yen Press szerezte meg. A Gonzo gyártásában egy 25-epizódos animeadaptáció is készült, melyet 2009 áprilisa és szeptembere között vetítettek a TV Tokyo televízióadón.
Igarasi Aguri illusztrálásával egy melléktörténet-manga is megjelent Szaki Acsiga-hen episode of Side-A (咲 Saki 阿知賀編 episode of Side-A) címmel, a Monthly Sónen Gangan 2011 szeptemberi és 2013 áprilisi lapszámai között, míg a Studio Gokumi gyártásában elkészült animeadaptáció 2012 áprilisa és júliusa között került levetítésre, melyet 2012 decembere és 2013 májusa között további négy epizód követett. A szintén a Studio Gokumi gyártásban készült, Szaki: Zenkoku-hen (咲-Saki-全国編) című harmadik animesorozatot 2014 januárja és áprilisa között sugározták. A Big Gangan magazin 2013 szeptemberi lapszámában Side Story of Szaki: Sinohaju the Dawn of Age címen egy Acsiga-hen-spin-off sorozat is indult. Kijosi Szaja tollából egy négypaneles manga is indult a Young Gangan 2011 júniusi lapszámában, melyből egy OVA-epizód is megjelent 2015. július 25-én. 2016 júniusában újabb spin-off mangasorozat indult, Toki címen a Big Ganganban, ezúttal Meki Meki tollából. 2016 decemberétől egy élőszereplős televíziós sorozatot is vetítettek, illetve 2017-ben egy élőszereplős film is megjelent.

## Média

### Videójátékok
A 2009-es Tokiói Nemzetközi Animekiállításon bejelentettek egy Szaki témájú játéktermi madzsong-videójátékot, mely végül 2009. április 22-én jelent meg. A Gonzo a Segával együttműködve fejlesztette a sorozaton alapuló játéktermi játékot, mely az MJ4 Ver.C című hálózati madzsongjátékon alapul. A játékban egyjátékos mód is található, melyben a játékosok a mesterséges intelligencia által vezérelt Szaki-szereplőkkel játszhatnak, semmint interneten keresztül más játékosokkal. Az Alchemist is fejlesztett egy Szaki-madzsongjátékot PlayStation Portable kézikonzolra, mely 2010 márciusában jelent meg Japánban Szaki Portable címmel. 2013. augusztus 29-én Szaki Acsiga-hen episode of Side-A Portable címen egy folytatás is megjelent. A Kaga Create Szaki: Zenkoku-hen címmel egy újabb folytatást is megjelentetett, 2015. szeptember 17-én PlayStation Vita kézikonzolra. A Kaga Create csődje után a játék forgalmazását az Entergram vette át, majd a legújabb javítócsomaggal egybefésülve, 2016. december 22-én Szaki: Zenkoku-hen Plus címmel újra megjelentette azt.